# Wibadaskerikon
Wibadaskerikon of Uuibadas kericon ('de kerk van Wibad') is een onbekend kerkdorp in de provincie Groningen dat aan het einde van de elfde eeuw wordt genoemd in de goederenregisters van de Abdij van Werden. Het wordt genoemd na Ulrum en vóór het onbekende Walthuson en Extra Scaldmeda dat we in de omgeving van het Schildmeer moeten zoeken. Het is mogelijk dezelfde plaats als Wigbaldeswerf in Fivelingo, waarvan in de Kroniek van Bloemhof wordt vermeld dat het in 1232 bij een vete in de as is gelegd.
Als inwoner van Wibadaskerikon  wordt een zekere Tiazo genoemd. Hier zou het eventueel om de persoon kunnen gaan, naar wie het veenontginningsdorp Thesinge is genoemd. Dit dorp moet al vroeg zijn ontstaan: enkele van de oudste ontginningslijnen in Duurswold, met name de opstrekkende verkaveling rond de kerk van Slochteren, zijn namelijk gericht op Thesinge.
De naam heeft een parallel in Wiegboldsbur in Oost-Friesland, dat in de oudste bronnen voorkomt als Uuibodasholta, Wibodi silva, Wibadeshof, Wibaldinga szerpele en Wibboldeshoff (kerspel). Mogelijk was er sprake van een patroonheilige, wellicht Wigbert, Willibald of Wunibald. Er zijn in deze contreien echter geen parochies bekend die naar deze heiligen zijn genoemd. Naamkundigen veronderstellen daarentegen dat het om de naam *Wibod gaat, met de zeldzame Proto-Germaanse uitgang -bod, die ook in Reinbodashuson optreedt. Er zijn wel vooraanstaande geestelijken, maar geen heiligen met de namen Wibod, Wibad of Wibold bekend.